# Brienne (ruisseau)
Pour les articles homonymes, voir Brienne.
La Brienne est un ruisseau affluent de rive gauche de la rivière Aveyron, donc un sous-affluent de la Garonne par le Tarn.

## Géographie
De 9,2 km de longueur
Son bassin versant, d'une surface de 13,8 km², se situe en grande partie sur la commune de Luc-la-Primaube et pour partie sur les communes d'Olemps (confluence) et de Calmont (source).